# 캐논 AF35M

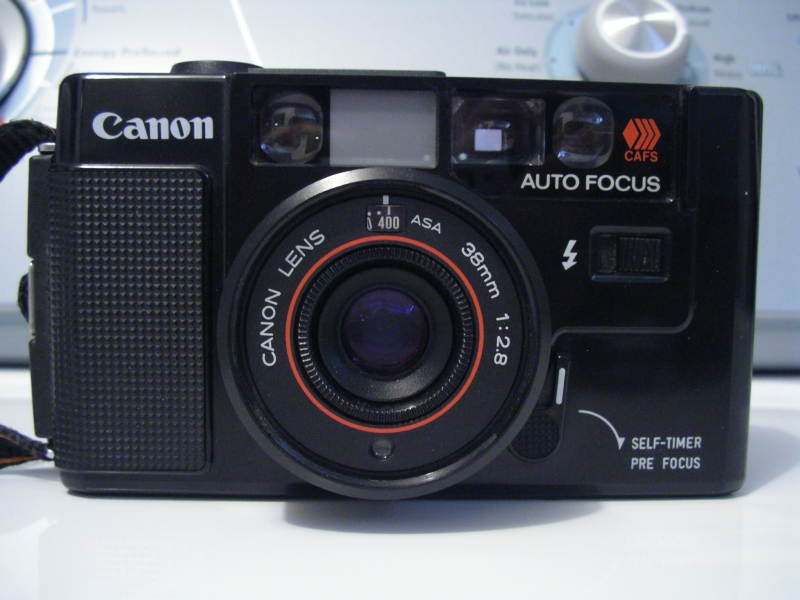
캐논 AF35M

캐논 AF35M은 1979년 11월에 캐논에서 발표한 오토포커스 카메라이다. 35mm 필름을 사용하며 38mm F 2.8의 렌즈가 장착되어 있다. 셔터 스피드는 1/4~1/400을 지원하며 필름감도 25~400을 지원한다. 내장플래시의 광량은 ISO100에서 GN11. 배터리는 AA 건전지 2개가 들어간다. 당시 오토포커스 기술의 집약형이었던 모델이었다. 렌즈의 화질이 뛰어나 세월이 지나도 많은 스냅샷 작가들에게 사랑받고 있으며 렌즈 주위의 빨간색 띠 때문에 캐논 L렌즈의 효시라는 우스개 소리도 들린다.